# 梅城革命烈士墓
梅城革命烈士墓，是位于中国福建省福州市闽清县梅城镇洋桃社区的一个烈士陵园，2023年入选第七批闽清县文物保护单位。
梅城革命烈士墓是闽清县中国共产党及中华人民共和国革命烈士遗骸安葬墓园，1963年兴建，坐西南朝东北，占地面积6200平方米，共三层，安葬烈士遗骸的底层为花岗岩材质，面宽16.5米，进深15.50米，高1.80米，第二层面宽8.03米，进深6.53米，高0.8米，最高层竖有高10米的纪念碑，刻有魏体字“革命烈士永垂不朽”。